# Andreas Johannis
Andreas Johannis, född i Linköping, död 23 december 1693 i Östra Hargs socken, var en svensk präst. 

## Biografi
Andreas Johannis föddes i Linköping. Han prästvigdes 2 mars 1655 och blev 1678 kyrkoherde i Östra Hargs församling samt avled där 1693.

### Familj
Johannis gifte sig 13 november 1659 med Elisabeth Tyste (1632–1696). Hon var dotter till kyrkoherden Johannes Laurentii Tyste och Brita Rosenius i Östra Hargs socken. De fick tillsammans barnen kyrkoherden Johannes Hargelius (1660–1716) i Västerviks församling, Isaac Hargelius (1663–1727), Anna (1665–1731) och Pär (1669–1690). Barnen antog efternamnet Hargelius.